# Viola schlarlockii
Viola schlarlockii är en violväxtart som beskrevs av Wilhelm Becker. Viola schlarlockii ingår i släktet violer, och familjen violväxter. Inga underarter finns listade i Catalogue of Life.